# Souye (Pyrénées-Atlantiques)
Pour les articles homonymes, voir Souye.
Souye est une ancienne commune française du département des Pyrénées-Atlantiques. Le 27 juin 1842, la commune fusionne avec Higuères pour former la nouvelle commune de Higuères-Souye.

## Géographie
Souye est situé à dix kilomètres au nord-est de Pau.

## Toponymie
Le toponyme Souye apparaît sous les formes 
Soyge et Soya (respectivement 1538 et 1547, réformation de Béarn), 
Souia (1645, censier de Morlaàs), 
Souge et Souie (respectivement 1675 et 1682, réformation de Béarn).

## Démographie
| 1793 | 1800 | 1806 | 1821 | 1831 | 1836 |
| ---- | ---- | ---- | ---- | ---- | ---- |
| 135  | 123  | -    | 142  | 146  | 149  |

## Culture et patrimoine

### Patrimoine religieux
L'église de Souye, dite de la-Nativité-de-la-Vierge-Marie, date de la fin du XVIIIe siècle et fut remaniée au début du XXe siècle.
La chapelle Saint-Jean est inscrite à l'Inventaire général du patrimoine culturel.

## Pour approfondir